# Mauken (Fluss)
Die Kleine Mauken, Mittlere Mauken und Große Mauken sind drei nahe beieinander liegende Fließgewässer im westlichen Stadtgebiet von München. Sie gehören zum Flusssystem der Isar und münden entweder direkt in den Gröbenbach oder im Falle der Mittleren Mauken zunächst in einen späteren Zufluss des Gröbenbachs, den Speckbach.